# هنری هانسن (دوچرخه‌سوار)
هنری هانسن (دانمارکی: Henry Hansen; ۱۶ مارس ۱۹۰۲ – ۲۸ مارس ۱۹۸۵) دوچرخه‌سوار اهل دانمارک بود.
وی در مسابقات کشوری و بین‌المللی در مجموع برندهٔ ۳ مدال طلا، ۱ مدال نقره شده‌است.